# Jacques Tits
Jacques Tits (ur. 12 sierpnia 1930 w Uccle, zm. 5 grudnia 2021 w Paryżu) – belgijsko-francuski matematyk, laureat Nagrody Abela z 2008 roku i Nagrody Wolfa w dziedzinie matematyki z 1993 roku. Zajmował się teorią grup i geometrią.

## Życiorys
Urodził się w Uccle w Belgii, jego ojciec Léon też był matematykiem. W wieku 14 lat zdał egzamin wstępny do Vrije Universiteit Brussel. Po ukończeniu studiów, uzyskał tam także – w 1950, pisząc rozprawę Généralisation des groupes projectifs basés sur la notion de transitivité pod kierunkiem Paula Liboisa – doktorat.
Do 1964 pracował na macierzystej uczelni, po czym objął stanowisko profesora na Uniwersytecie w Bonn. W 1973 przeniósł się na Collège de France, gdzie pracował do przejścia na emeryturę w 2000. W 1974 przyjął obywatelstwo francuskie i został członkiem Francuskiej Akademii Nauk.
Swoje prace publikował m.in. w najbardziej prestiżowych czasopismach matematycznych świata: „Annals of Mathematics” i „Inventiones Mathematicae". W latach 1982–1999 był redaktorem naczelnym „Publications mathématiques de l'IHÉS”.
W 1962 i 1974 roku wygłosił wykłady plenarne na Międzynarodowym Kongresie Matematyków.
Tits był wielokrotnie nagradzany. Oprócz Nagród Abela i Wolfa otrzymał m.in. Prix scientifique Interfacultataire L Empain (1955), Wettrems Prize of the Royal Belgium Academy of Science (1958), Prix décennal de mathématique od rządu belgijskiego (1965), Grand Prix Francuskiej Akademii Nauk (1976) i Medal Cantora (1996). Był też członkiem German Academy of Scientists Leopoldina (1977), Royal Netherlands Academy of Sciences (1988), Academia Europaea (1988), Royal Belgium Academy of Science (1991), American Academy of Arts and Sciences (1992), National Academy of Sciences of the United States (1992) i London Mathematical Society (1993). W 1995 otrzymał Pour le Mérite za Naukę i Sztukę